# Coast II Coast
Coast II Coast è il secondo album del gruppo hip hop statunitense Tha Alkaholiks, pubblicato nel 1995 da Loud, RCA e BMG. Maggiore successo commerciale del gruppo, la critica ne elogia testi e produzione. Collaborano anche l'affiliato della Likwit Crew Xzibit e Q-Tip degli A Tribe Called Quest.
| Recensione | Giudizio |
| ---------- | -------- |
| AllMusic   | [ 1 ]    |
| RapReviews | [ 2 ]    |

## Tracce
Musiche di Madlib (traccia 1), E-Swift (tracce 2, 4-10), Diamond D (tracce 3 e 11). Co-produttori: Tha Alkaholiks (traccia 1), E-Swift (traccia 11).
1. WLIX (feat. Declaime & Lootpack) – 4:39
2. Read My Lips – 3:11
3. Let It Out – 4:40
4. 21 and Under – 3:31
5. All The Way Live (feat. King Tee & Q-Tip) – 4:22
6. Hit and Run (feat. Xzibit) – 4:55
7. DAAAM! – 4:46
8. 2014 – 3:11
9. Bottoms Up (feat. King Tee) – 4:05
10. Flashback (feat. The Baby Bubbas) – 4:48
11. The Next Level (feat. Diamond D & Lil Ro) – 4:44

## Classifiche settimanali
| Classifica (1995)         | Posizione massima |
| ------------------------- | ----------------- |
| Stati Uniti               | 50                |
| US Top R&B/Hip-Hop Albums | 12                |